# Гоноратська сільська рада
Гонора́тська сільська́ ра́да — колишня адміністративно-територіальна одиниця та орган місцевого самоврядування в Подільському районі Одеської області. Адміністративний центр — село Гонората.

## Загальні відомості
Гоноратська сільська рада утворена в 1921 році.
- Територія ради: 46,08 км²
- Населення ради: 872 особи (станом на 2001 рік)

## Населені пункти
Сільській раді були підпорядковані населені пункти:
- с. Гонората
- с. Затишшя

## Населення
Згідно з переписом УРСР 1989 року чисельність наявного населення сільської ради становила 876 осіб, з яких 366 чоловіків та 510 жінок.
За переписом населення України 2001 року в сільській раді мешкало 856 осіб.

### Мова
Розподіл населення за рідною мовою за даними перепису 2001 року:
| Мова       | Відсоток |
| ---------- | -------- |
| українська | 93,12 %  |
| російська  | 3,56 %   |
| молдовська | 3,21 %   |

## Склад ради
Рада складалася з 14 депутатів та голови.
- Голова ради:
- Секретар ради: Нігруца Олена Андріївна

### Керівний склад попередніх скликань
| Прізвище, ім'я, по батькові | Основні відомості                                            | Дата обрання | Дата звільнення |
| --------------------------- | ------------------------------------------------------------ | ------------ | --------------- |
| Бурдейний Павло Васильович  | Сільський голова, 1975 року народження, член Партії регіонів | 26.03.2006   | 31.10.2010      |

Примітка: таблиця складена за даними сайту Верховної Ради України

### Депутати
За результатами місцевих виборів 2010 року депутатами ради стали:

#### За суб'єктами висування
| Суб'єкт висування                                       | Кількість обраних депутатів | %    |
| ------------------------------------------------------- | --------------------------- | ---- |
| Партія регіонів                                         | 12                          | 85,7 |
| Народна партія                                          | 1                           | 7,1  |
| Політична партія Всеукраїнське об'єднання «Батьківщина» | 1                           | 7,1  |

#### За округами
| № округу                                                | Прізвище, ім'я, по батькові       | Дата визнання обраним | Освіта  | Партійна приналежність                        | Відомості про обраного депутата                                 |
| ------------------------------------------------------- | --------------------------------- | --------------------- | ------- | --------------------------------------------- | --------------------------------------------------------------- |
| Народна Партія                                          |                                   |                       |         |                                               |                                                                 |
| 10                                                      | Мартус Людмила Валентинівна       | 09.11.2010            | вища    | член Народної партії                          | дитячий садок с. Гонората, помічник вихователя                  |
| Партія регіонів                                         |                                   |                       |         |                                               |                                                                 |
| 1                                                       | Нігруца Лєна Андріївна            | 09.11.2010            | вища    | член Партії регіонів                          | Гоноратська сільська рада, секретар                             |
| 2                                                       | Нігруца Сергій Андрійович         | 09.11.2010            | вища    | член Партії регіонів                          | приватне мале фермерське господарство «Регіон», директор        |
| 4                                                       | Осадчук Раїса Іларіонівна         | 09.11.2010            | вища    | позапартійна                                  | Гоноратська загальноосвітня школа І-ІІ ст., заступник директора |
| 5                                                       | Патреніка Анатолій Петрович       | 09.11.2010            | середня | член Партії регіонів                          | пенсіонер                                                       |
| 6                                                       | Неделко Микола Макарович          | 09.11.2010            | вища    | член Партії регіонів                          | пенсіонер                                                       |
| 7                                                       | Горун Валерій Валентинович        | 09.11.2010            | середня | член Партії регіонів                          | Гоноратський будинок культури, директор                         |
| 8                                                       | Скудило Олександр Володимирович   | 09.11.2010            | середня | член Партії регіонів                          | тимчасово не працює                                             |
| 9                                                       | Паскаль Валентина Степанівна      | 09.11.2010            | вища    | член Партії регіонів                          | дитячий садок с. Гонората, завідувачка                          |
| 11                                                      | Скуділо Леонід Васильович         | 09.11.2010            | середня | член Партії регіонів                          | Котовське лісництво, лісник                                     |
| 12                                                      | Сауляк Іван Савович               | 09.11.2010            | вища    | член Партії регіонів                          | Гоноратська загальноосвітня школа І-ІІ ст., вчитель             |
| 13                                                      | Менсо Віктор Савович              | 09.11.2010            | середня | член Партії регіонів                          | пенсіонер                                                       |
| 14                                                      | Ковальчук Олександр Володимирович | 09.11.2010            | середня | член Партії регіонів                          | Кодимське лісництво, лісник                                     |
| Політична партія Всеукраїнське об'єднання «Батьківщина» |                                   |                       |         |                                               |                                                                 |
| 3                                                       | Халабура Іван Петрович            | 09.11.2010            | середня | член Всеукраїнського об'єднання «Батьківщина» | державне підприємство «Котовське лісництво», лісник             |